# Marketing immobiliare
Il marketing immobiliare consiste nell'applicare l'approccio e le tecniche del marketing al settore immobiliare ed edile. Lo scopo del marketing immobiliare è di agevolare l'incontro tra la domanda e l'offerta di beni immobili, superando in questo modo l'approccio di tipo push - spingere sul mercato - a favore di un approccio di tipo pull - capire il mercato - che tenga in considerazione i bisogni e le esigenze degli acquirenti.

## Sviluppo del marketing immobiliare: orientamento alle vendite Vs. orientamento al mercato
Esistono diverse strategie di approccio al mercato da parte dell'impresa, ciascuna delle quali ha contraddistinto un particolare periodo storico. Gli approcci che interessano il marketing immobiliare, per comprenderne le evoluzioni sono:
- Orientamento alle vendite. Ha caratterizzato l'economia in generale a partire dalla fine degli anni '20 (vedi: Crisi del '29), allorquando la domanda di beni che era stata fino a quel momento elevata, calò bruscamente. Le imprese si resero conto di quanto fosse importante vendere quanto producevano. In aziende con un orientamento alle vendite il marketing era ed è relegato a un ruolo di supporto delle vendite. Infatti, le uniche attività di marketing attuate con questo orientamento sono la pubblicità e la vendita personale.
- Orientamento al mercato (dagli anni '60 a oggi). Consiste nella comprensione dei bisogni del cliente, per produrre i beni e quindi soddisfarli. È una prospettiva di tipo pull (capire il mercato) anziché push (spingere sul mercato).

Il settore immobiliare, in particolare quello italiano, è ancora caratterizzato da un orientamento alle vendite. I motivi per i quali sussiste l'orientamento al mercato e il conseguente scarso ricorso al marketing immobiliare, soprattutto in Italia, sono:
- Eccessiva polverizzazione del settore.
- Diffusione della natura “familiare” delle imprese di costruzione.
- Organizzazione aziendale molto semplice - la maggior parte degli operatori immobiliari sono ditte individuali.
- Carenza di budget adeguati alla promozione della propria attività.
- Prevalenza di professionalità prettamente tecniche e conseguente scarsa presenza di professionalità legate alla sfera economica, con esclusione dei ruoli più direttamente connessi alla sfera reddituale (finanza e fiscalità).

## Gli effetti dell'orientamento alle vendite nel settore immobiliare
Le imprese che operano nel settore immobiliare sono molto concentrate sul prodotto: tutto ruota attorno all'immobile.
Questo vale per le imprese di costruzione ma anche per gli intermediari che devono commercializzarlo. 
L'orientamento alle vendite invece che al mercato, nel settore immobiliare ha contribuito nel corso della recente recessione a creare uno stock elevato di immobili invenduti e un allungamento rilevante dei tempi di vendita. 

## Il mix del marketing immobiliare
Secondo gli economisti Pride e Ferrel, il marketing è il processo svolto per creare, distribuire, promuovere e prezzare beni (o servizi) al fine di facilitare relazioni di scambio soddisfacenti con i clienti. Da questa definizione emergono quelle che sono universalmente definite le 4 leve del marketing mix: Prodotto, Prezzo, Distribuzione, Promozione.
Trasferendo la definizione generica di marketing nel campo immobiliare, si hanno gli elementi del mix del marketing immobiliare:
- Prodotto. Vale a dire l'immobile da realizzare per fornire al cliente la soluzione alla sua esigenza di abitazione o sede.
- Prezzo. Il (giusto) valore che il cliente è disposto a corrispondere per soddisfare la sua esigenza e, viceversa, che l'impresa edile o l'immobiliare ritiene soddisfacente ai fini reddituali.
- Promozione. Come per tutti gli altri settori, anche nell'immobiliare occorre dare ai clienti le informazioni corrette sui propri prodotti. Inoltre, nel caso delle società immobiliari è fondamentale comunicare nel miglior modo possibile anche con tutte le forze che caratterizzano l'ambiente (banche, istituzioni, associazioni, ecc).
- Distribuzione. Ovvero rendere il prodotto disponibile al momento giusto, al target individuato e nelle quantità opportune. Per la natura “immobile” dell'oggetto in questione, la distribuzione nel real estate è fortemente integrata e avviene tramite due tipi di canale: diretto (costruttore/proprietario - acquirente) o agenzia (costruttore/proprietario - agente immobiliare - acquirente).

## Il marketing immobiliare nella filiera delle costruzioni
Il marketing immobiliare pone al centro del sistema-impresa le esigenze del cliente. Quindi, un'impresa edile o una società immobiliare orientate al mercato investono in analisi economiche e ricerche di mercato che contribuiscono a “disegnare” un prodotto (1a leva del mix del marketing immobiliare) compatibile con le esigenze del target di riferimento.
Sempre in via preliminare rispetto all'avvio di un'operazione immobiliare, il marketing immobiliare, tramite il monitoraggio della concorrenza, definisce il livello di prezzo (2a leva del mix) per la nuova iniziativa immobiliare.
Una volta definito il prodotto e il prezzo, se l'iniziativa è valutata positivamente e viene portata a conclusione, il marketing immobiliare può proseguire con la promozione dell'iniziativa stessa (3a leva del mix). La prima promozione di un'iniziativa immobiliare è rivolta non agli utenti finali ma agli stakeholder dell'impresa. In primo luogo istituzioni finanziarie e istituzioni pubbliche. In questa fase, il compito principale dell'attività di marketing immobiliare è la redazione dell'information memorandum, il documento che descrive e approfondisce le caratteristiche dell'iniziativa sotto vari aspetti: economico, progettuale, territoriale, lavorativo, sociale e ambientale.
Con l'avvio dell'operazione immobiliare, il marketing immobiliare passa ad attuare il piano di comunicazione pluriennale che copre il numero di anni necessari alla totale commercializzazione dell'iniziativa. A titolo esemplificativo, il piano di marketing immobiliare deve prevedere:
- Naming (definizione del nome dell'iniziativa);
- Brand design (definizione dell'immagine dell'iniziativa);
- Definizione del mix di strumenti promozionali e loro articolazione nell'arco del periodo ipotizzato;
- Internet marketing (costruzione sito web, email marketing, web advertising, presenza su portali verticali, presenza sui principali social media);
- Trade marketing (strumenti di comunicazione rivolti alla forza vendita o agli agenti di supporto alla loro attività).

## Il marketing immobiliare e il flusso delle informazioni
In una società immobiliare orientata alle vendite, il marketing viene utilizzato solo alla fine della filiera come semplice supporto all'attività del venditore. In questo modo, oltre a limitare il contributo del marketing alle altre leve del mix (prodotto e prezzo) si impedisce il flusso di informazioni che si realizza nelle imprese anche immobiliari orientate al mercato, nelle quali il marketing immobiliare
- Studia il mercato e l'ambiente in cui si opera e condivide le informazioni con le altre aree aziendali, in particolare con quella progettuale e con quella commerciale.
- Distilla il lavoro decisionale a monte di un'iniziativa immobiliare in un flusso di informazioni utili per il settore nel commerciale.
- Analizza i dati e i feedback derivanti dal settore commerciale e dall'attività di comunicazione e utilizza le informazioni rivenienti per migliorare il piano di comunicazione in corso.

## Attività del marketing immobiliare
Le attività del marketing immobiliare variano in funzione della dimensione aziendale all'interno della quale vengono svolte e delle caratteristiche del progetto oggetto di studio. In ogni caso è ragionevole considerare come i principali ambiti di intervento del marketing immobiliare, le seguenti attività:
- Analisi di mercato.
- Analisi e studio della concorrenza.
- Valutazione degli immobili.
- Valorizzazione immobiliare.
- Preparazione di Information Memorandum.
- Redazione di un piano di comunicazione.
- Supervisione agli strumenti di comunicazioni.

## Digital marketing immobiliare
Il digital marketing immobiliare è quella specifica parte che si occupa di curare le strategie digitali volte alla promozione degli operatori di settore.
Per esempio, rientrano in questo ambito le attività riguardanti:
- la pubblicazione degli immobili sui portali immobiliari dedicati.
- la creazione di campagne pubblicitarie su piattaforme come Google Ads e Facebook Ads.
- la messa in opera di un piano editoriale pensato per i social media;

Nel contesto odierno, vista l'evoluzione della società, un'impresa immobiliare non può più prescindere dagli strumenti digitali messi a disposizione.